# The Space Book
The Space Book – album studyjny amerykańskiego saksofonisty jazzowego Bookera Ervina, wydany w 1965 roku z numerem katalogowym PR 7386 nakładem Prestige Records.

## Powstanie
Materiał na płytę został zarejestrowany 2 października 1964 roku przez Rudy’ego Van Geldera w należącym do niego studiu (Van Gelder Studio) w Englewood Cliffs w stanie New Jersey. Utwory wykonali: Booker Ervin (saksofon tenorowy), Jaki Byard (fortepian), Richard Davis (kontrabas), Alan Dawson (perkusja). Produkcją albumu zajął się Don Schlitten.

## Lista utworów
Opracowano na podstawie materiału źródłowego.
Wydanie LP
Strona A
| Nr | Tytuł utworu          | Muzyka       | Długość |
| -- | --------------------- | ------------ | ------- |
| 1. | „Number Two”          | Booker Ervin | 8:14    |
| 2. | „I Can’t Get Started” | Vernon Duke  | 9:36    |
|    |                       |              | 17:50   |

Strona B
| Nr | Tytuł utworu               | Muzyka      | Długość |
| -- | -------------------------- | ----------- | ------- |
| 1. | „Mojo”                     | Ervin       | 10:27   |
| 2. | „There Is No Greater Love” | Isham Jones | 7:09    |
|    |                            |             | 17:36   |

## Twórcy
Opracowano na podstawie materiału źródłowego.
Muzycy:
- Booker Ervin – saksofon tenorowy
- Jaki Byard – fortepian
- Richard Davis – kontrabas
- Alan Dawson – perkusja

Produkcja:
- Don Schlitten – produkcja muzyczna
- Rudy Van Gelder – inżynieria dźwięku
- Ira Gitler – liner notes